# Adelitas Way
Adelitas Way — рок-группа из Лас Вегаса, штат Невада. Выпустила свой дебютный альбом в 2009 году.

## История
Группа была сформирована в 2005 году вокалистом Риком Де Джисусом, гитаристом Крисом Йорио и ударником Тревором Стаффордом в Лас Вегасе. Спустя некоторое время группа дала свои первые концерты в Лос-Анджелесе и Сан Диего.
В Мехико с группой произошёл инцидент — коррумпированные полицейские ограбили группу. Но Стог спрятал немного наличных в своих носках. Чтобы успокоить нервы участники пошли в ближайший бар, который назывался «Adelita». Таким образом, появилось название группы — «Adelitas Way».
Осенью 2008 года группа подписала контракт с Virgin Records и Adelitas Way приступили к записи полноценного альбома. Одноимённый альбом Adelitas Way вышел 14 июля 2009 года и получил немалую известность в мейнстриме — к марту 2010 года альбом распродался тиражом 45.000 копий.
Первый сингл с альбома, «Invincible», стал главной темой WWE Superstars и засветилась в видеоигре WWE SmackDown vs. Raw 2010.
После релиза альбома группа отправилась в турне, успев сыграть в течение него с 10 Years, Chevelle, Saliva, Sick Puppies, Shinedown, Halestorm, Breaking Benjamin и Theory of a Deadman. В мае 2009 года Adelitas Way участвовали в рок-фестивале «Rock on the Range», что проходил в Колумбусе, штат Огайо и собирается принять участие в нём в 2010 году. В феврале 2010 года группа отправилась в тур с Three Days Grace и Chevelle.
В ноябре 2009 года на смену Криса Йорио пришёл Хрегтон Биббс, который до этого играл в группе The Leo Project.
Последний релиз группы — второй сингл «Last Stand», выпущенный вместе с клипом 2 февраля 2010 года. Директором видео стал Пол Бойд (Paul Boyd).
31 января 2011 года, группа показала свой второй альбом «Home School Valedictorian». Альбом первоначально планировали выпустить в мае, но был перенесен на 7 июня. Перед тем как группа выпустила альбом они приняли на работу Роберта Закаряна как нового ритм-гитариста группы. Первый сингл альбома, «Sick», был выпущен 11 марта 2011 года. Это было хитом # 1 на активном Rock Radio. А песня «The Collapse» в конце августа того же года, стала хитом № 2 на рок-радио. 16 февраля 2012 «Criticize» была объявлена 3-м синглом «Home School Valedictorian», и достигла # 1 на активном рок-чарте. Песня «Alive» объявлена 4-м и последним синглом альбома. 13 августа 2012 года он достиг четвёртой позиции в активном Rock графике США.
Новый альбом группы под названием «Stuck» выйдет 29 июля 2014 года.
Запись началась в самом конце 2012 года и продолжалась вплоть до июля 2013 года. 7 мая 2013 года, гитарист Кит Уоллен рассказывает на своей странице Facebook, что покидает группу, чтобы заняться собственными личными целями. А 16 ноября 2013 года группу покинул басист Дерек Джонстон. Альбом будет состоять из 13 песен, в следующем порядке: «Dog on a Leash», «Save the World», «Different Kind of Animal», «Stuck», «Keep Me Waiting», «Undivided», «Drive», «Not Thinking About Me», «Blur», «Something More», «We Came», «What You Are», «Change the Earth» Их первый сингл с нового альбома — «Dog on a Leash» был выпущен 8 апреля 2014, после чего был снят клип на песню.
В феврале 2016 у группы вышел новый альбом «Getaway».

## Состав

### Текущий состав
- Rick DeJesus — вокал (2006-настоящее время)
- Robert Zakaryan — ритм-гитара, бэк-вокал (2011-настоящее время)
- Andrew Cushing — бас-гитара (2014-настоящее время)
- Trevor «Tre» Stafford — ударные, перкуссия (2007-настоящее время)

### Бывшие участники
- Chris Iorio — соло-гитара (2006—2009)
- Creighton Bibbs -соло-гитара (2009—2010)
- Keith Wallen — ритм-гитара, бэк-вокал (2009—2013)
- Derek Johnston — бас-гитара (2009—2013)

## Дискография

### Студийные альбомы
| Год  | Альбом                                                                             | Чарты | Чарты   | Чарты        | Чарты  | Чарты   |
| Год  | Альбом                                                                             | US    | US Heat | US Hard Rock | US Alt | US Rock |
| ---- | ---------------------------------------------------------------------------------- | ----- | ------- | ------------ | ------ | ------- |
| 2009 | Adelitas Way - Релиз: 14 июля 2009 - Лейбл: Virgin (657602) - Формат: CD, DI       | —     | 15      | —            | —      | —       |
| 2011 | Home School Valedictorian - Released: 7 июня 2011 - Лейбл: Virgin - Формат: CD, DI | 66    | —       | 4            | 16     | 20      |
| 2014 | Stuck - Релиз: 29 июля 2014 - Лейбл: Virgin - Формат: CD, DI                       | —     | -       | —            | —      | —       |
| 2016 | Getaway Релиз: 22 февраля 2016 Лейбл: The Fuel                                     |       |         |              |        |         |
| 2020 | Shine On                                                                           |       |         |              |        |         |

### Синглы
| Год  | Название       | Чарты     | Чарты   | Чарты   | Альбом                    |
| Год  | Название       | U.S. Main | US Alt. | US Rock | Альбом                    |
| ---- | -------------- | --------- | ------- | ------- | ------------------------- |
| 2009 | «Invincible»   | 6         | —       | 25      | Adelitas Way              |
| 2010 | «Last Stand»   | 24        | —       | —       | Adelitas Way              |
| 2011 | «Sick»         | 3         | 29      | 12      | Home School Valedictorian |
| 2011 | «The Collapse» | —         | —       | —       | Home School Valedictorian |